# Dürrwurz
Die Dürrwurz (Pentanema conyzae (Griess.) D.Gut.Larr., Santos-Vicente, Anderb., E.Rico & M.M.Mart.Ort., Syn.: Inula conyzae Griess. DC. Augustin Pyrame de Candolle), auch Dürrwurz-Alant genannt, ist eine Pflanzenart aus der Gattung Pentanema innerhalb der Familie der Korbblütler (Asteraceae).

## Beschreibung

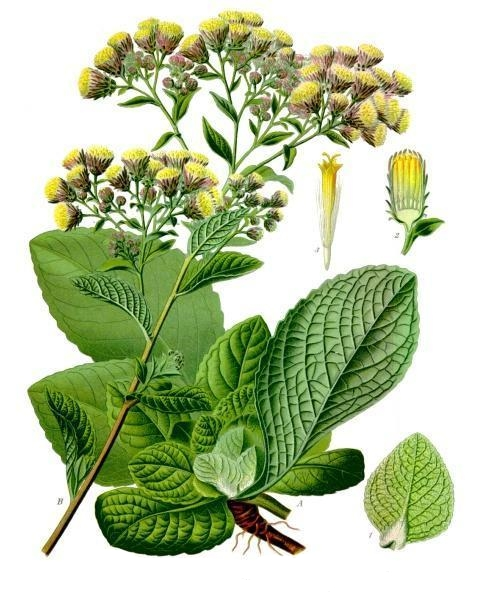
Illustration aus Köhler's Medizinalpflanzen, 1887

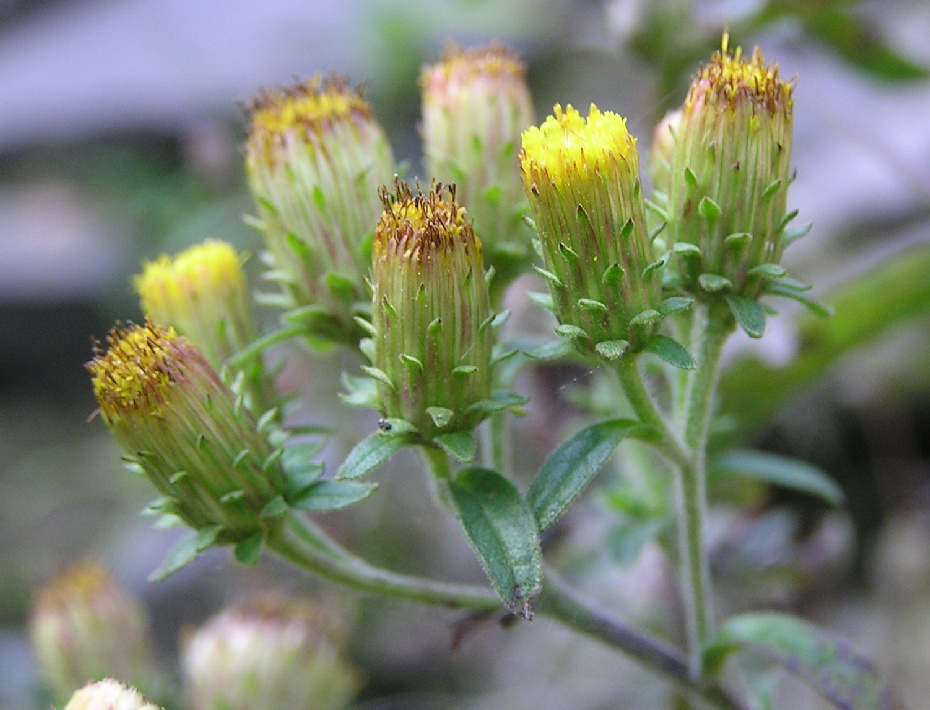
Ausschnitt eines Blütenstandes mit Blütenkörbchen im Detail

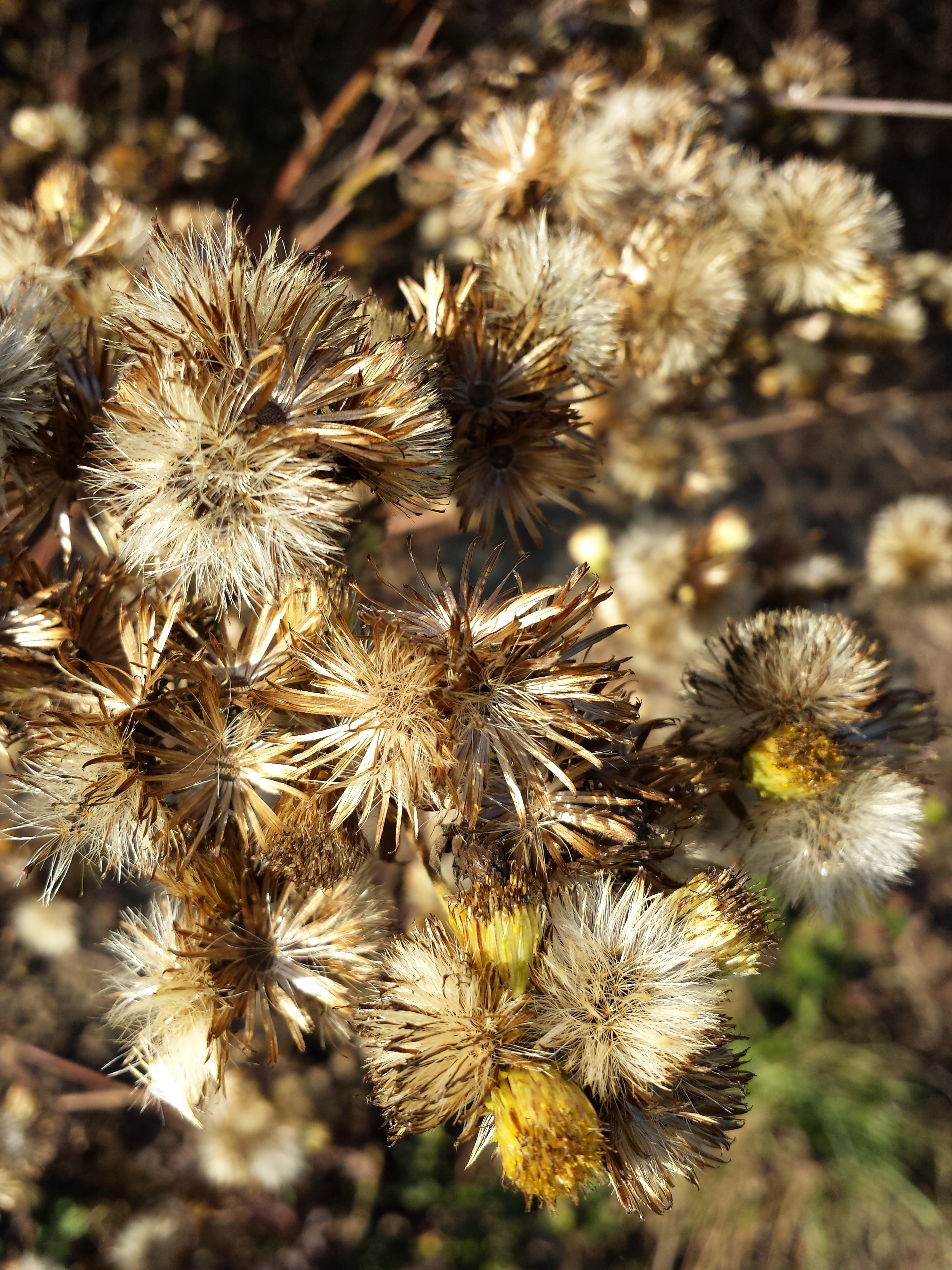
Fruchtstand mit Achänen mit Pappus

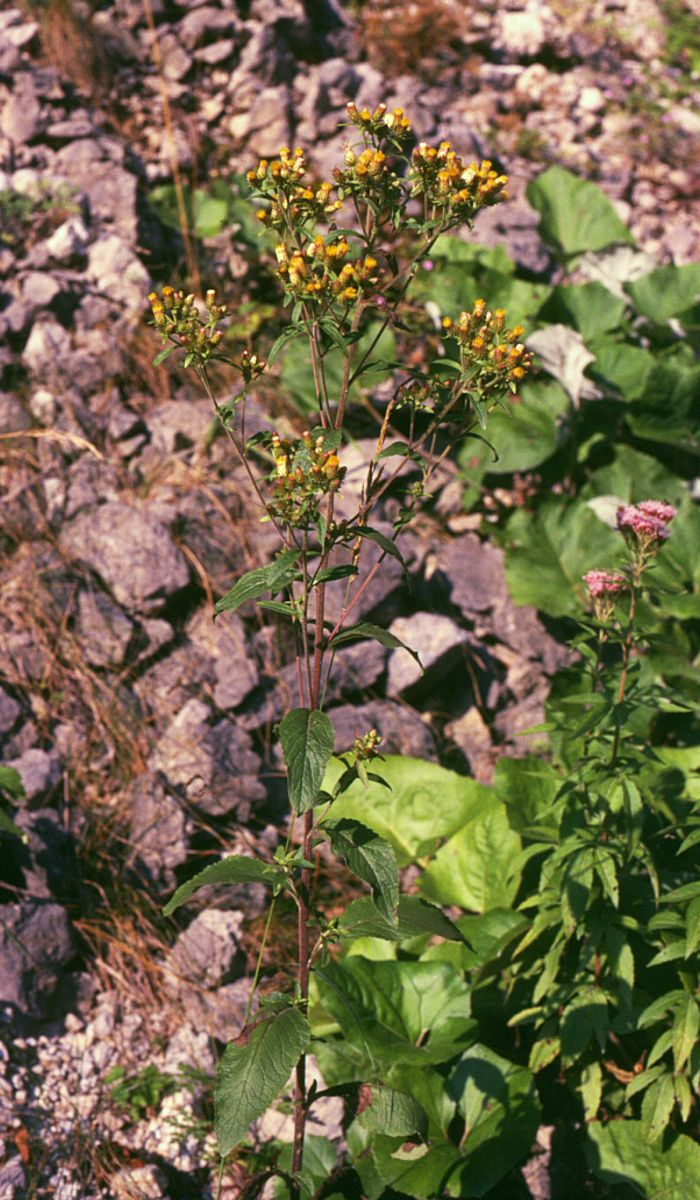
Habitus

Die Dürrwurz unterscheidet sich durch die fehlenden Zungenblüten und die zurückgekrümmten Hüllblätter des Blütenkörbchen von anderen Arten dieser Gattung.

### Vegetative Merkmale
Bei der Dürrwurz handelt es sich um eine ausdauernde krautige Pflanze, die Wuchshöhen von meist 40 bis 80, selten bis zu 120 Zentimetern erreicht. Ihr „Wurzelstock“ ist verholzt, kurz und dick. Der Stängel wächst aufrecht und ist meist erst im Bereich des Blütenstandes verzweigt. Die oberirdischen Pflanzenteile sind dünn und weich filzig behaart, allerdings nicht oder nur wenig drüsig.
Die Laubblätter sind eiförmig bis lanzettlich, wobei sie nach oben am Stängel immer kleiner werden. Die unteren und mittleren Laubblätter sind gestielt und stumpf, die oberen Laubblätter sind in den Blattgrund verschmälert und kurz gestielt oder sitzend. Bei der Blattunterseite tritt des Nervennetz deutlich hervor.

### Generative Merkmale
Die Blütezeit reicht von Juli bis September. In einem doldig ausgebreiteten rispigen Gesamtblütenstand stehen die körbchenförmigen Teilblütenstände zusammen. Die Blütenkörbchen haben einen Durchmesser von 5 bis 10 Millimetern und sind ungefähr doppelt so hoch. Die Hüllblätter, insbesondere die äußeren, sind zurückgekrümmt und stehen vom Blütenkörbchen ab. Die äußeren Hüllblätter sind grün, die inneren oft rötlich überlaufen. Zungenblüten fehlen oder sind kürzer als die Hüllblätter. Die Röhrenblüten sind hell bräunlich bis gelb.
Es werden Achänen mit Pappus gebildet.
Die Chromosomenzahl beträgt 2n = 32.

## Vorkommen
Die Dürrwurz kommt in Mittel- und Südeuropa vor. Ihr Verbreitungsgebiet erstreckt sich im Norden bis nach Dänemark, im Süden und Osten bis zum Kaukasusraum und in den Iran. In Algerien ist die Dürrwurz sehr selten. In Deutschland fehlt sie im Norden fast völlig, in den Mittelgebirgen ist sie zwar weit verbreitet, kommt aber nur recht zerstreut vor. In den Allgäuer Alpen steigt sie im Tiroler Teil nahe dem Bernhardseck bei Elbigenalp bis in eine Höhenlage von 1800 Meter auf.
Die Dürrwurz wächst an trockenen Waldrändern und Kahlschlägen oder an Trockenhängen. Sie ist in Mitteleuropa eine Charakterart der Ordnung Origanetalia, kommt aber auch in Pflanzengesellschaften der Ordnungen Prunetalia, Quercetalia pubescentis oder des Verbands Erico-Pinion vor.
Die ökologischen Zeigerwerte nach Landolt et al. 2010 sind in der Schweiz: Feuchtezahl F = 2+ (frisch), Lichtzahl L = 3 (halbschattig), Reaktionszahl R = 4 (neutral bis basisch), Temperaturzahl T = 3+ (unter-montan und ober-kollin), Nährstoffzahl N = 3 (mäßig nährstoffarm bis mäßig nährstoffreich), Kontinentalitätszahl K = 4 (subkontinental).

## Taxonomie
Die Erstbeschreibung erfolgte 1836 durch Ludwig Griesselich unter dem Namen (Basionym) Aster conyzae Griess. in Kleine Botanische Schriften ... Erster Theil, S. 122. Noch im selben Jahr wurde diese Art durch Augustin Pyramus de Candolle unter dem Namen Inula conyzae (Griess.) DC. zur Gattung Inula gestellt.
Nach Gutiérrez-Larruscain et al. 2018 sind einige Arten aus der Gattung Inula in die Gattung Pentanema zu stellen. Es erfolgte eine Neukombination zu Pentanema conyzae (Griess.) D.Gut.Larr., Santos-Vicente, Anderb., E.Rico & M.M.Mart.Ort. in David Gutiérrez-Larruscain, Maria Santos-Vicente, Arne A. Anderberg, Enrique Rico, María Montserrat Martínez-Ortega: Phylogeny of the Inula group (Asteraceae: Inuleae): evidence from nuclear and plastid genomes and a recircumscription of Pentanema. In: Taxon, Volume 67, Issue 1, März 2018 auf Seite 159. Weitere Synonyme für Pentanema conyzae (Griess.) D.Gut. Larr. et al. sind: Conyza squarrosa L. non Aster squarrosus All., Conyza vulgaris Lam. nom. illeg., Inula squarrosa (L.) Bernh. non L., Inula vulgaris Trevis. nom. illeg. und Jacobaea conzyae (Griess.) Merino.
Nach Gutiérrez-Larruscain et al. 2018 ist diese Art besser als Pentanema conyzae (Griess.) D.Gut.Larr., Santos-Vicente, Anderb., E.Rico & M.M.Mart.Ort. in die Gattung Pentanema zu stellen. Dieser Ansicht folgen nicht alle Arbeitsgruppen und erörtern stattdessen einen noch größeren Umfang der Gattung Inula.